# Robinson River (vattendrag i Australien, Western Australia)
Robinson River är ett vattendrag i Australien. Det ligger i delstaten Western Australia, omkring 2 000 kilometer nordost om delstatshuvudstaden Perth.
Omgivningarna runt Robinson River är i huvudsak ett öppet busklandskap. Trakten runt Robinson River är nära nog obefolkad, med mindre än två invånare per kvadratkilometer. Genomsnittlig årsnederbörd är 1 000 millimeter. Den regnigaste månaden är februari, med i genomsnitt 258 mm nederbörd, och den torraste är augusti, med 1 mm nederbörd.